# Lajer Dezső
Lajer Dezső, Lájer Dezső János (Eger, 1880. március 25. – Szeged, 1938. október 14.) szociáldemokrata szakszervezeti vezető.

## Életútja
Lájer János és Gyarmati Mária fia. Eleinte asztalosként dolgozott. 1910-ben első gondnoka lett az Egri Munkásotthonnak, majd 1912-től az Egri Munkásbiztosító Pénztár tisztviselője, később pedig igazgatója. Az 1918. november 23-án megalakult Szociáldemokrata Párt intéző bizottságának előbb tagja, majd elnöke lett. A Tanácsköztársaság idején 1919. március 22-én a Heves vármegyei Direktórium elnöke lett, áprilisi választásokat követően tagja volt a Heves vármegyei Munkástanácsnak. 1919 júliusában Eger város egyik küldöttjeként volt jelen a Budapesten megtartott Országos Tanácskongresszuson. Az Egerben indított agitátorképző tanfolyamokon Lájer a bolsevizmusról tartott előadásokat. A Tanácsköztársaság bukását követően börtönbe került. 1922-ben került Szegedre, itt a Szociáldemokrata Párt titkára, majd 1930-ban az MSZDP szegedi szervezetének titkára lett, 1931-től pedig a szegedi kerület titkáraként dolgozott. A Szeged környéki tanyavilágban szervezkedett, kiváló szónok hírében állt. Fontos alakja volt a város közéletének. 1932-ben megválasztották a városi törvényhatósági testület tagjának, 1936-ban több sztrájkot is vezetett. Megbízottja volt a július 21-i gabonamunkások sztrájkbizottságának, majd vezette az augusztus 31-iki fűrészipari és lakatosmunkások sztrájkját is. Felesége Hornyik Mária.

## Emlékezete
Szülővárosában, Egerben utca viseli a nevét.